# Astrid Schultz
Astrid Schultz Carlsen (født 23. Juli 1994 i Billund) er en tidlligere dansk håndboldspiller som spillede for EH Aalborg, SønderjyskE, Randers HK og Vejen EH. Hun måtte afslutte karrieren grundet korsbåndsskader. I sine ungdomsår spillede hun i KIF Kolding, hvorfra hun ligeledes blev udtaget til ungdomslandsholdet.